# Chromogobius zebratus

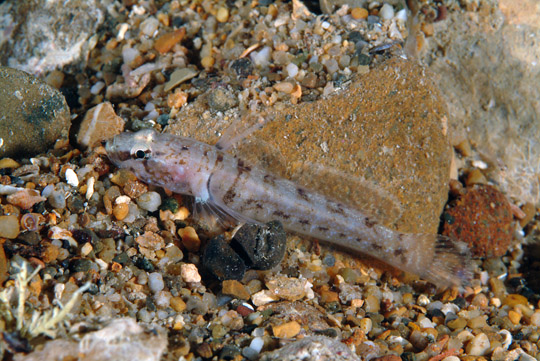

Chromogobius zebratus é uma espécie de peixe da família Gobiidae e da ordem Perciformes.

## Morfologia
- Os machos podem atingir 5,3 cm de comprimento total.[5][6]

## Subespécies
- Chromogobius zebratus levanticus (Miller, 1971)
- Chromogobius zebratus zebratus (Kolombatovic, 1891)[2]

## Habitat
É um peixe marítimo, de clima subtropical e demersal.

## Distribuição geográfica
É encontrado no Mar Mediterrâneo, incluindo o Mar Adriático.

## Observações
É inofensivo para os humanos.